# Rustiques (Roussel)
Pour les articles homonymes, voir Rustiques (homonymie).
Rustiques, op. 5, est un cycle de pièces pour piano d'Albert Roussel. Composées en 1904 et 1906, elles s'inspirent de la forêt de Fontainebleau, des bords de la Seine et du Loing.

## Structure
1. Danse au bord de l'eau, à 
,
2. Promenade sentimentale en forêt
Lied ternaire avec une polyphonie syncopée enrichie d'appogiatures.
3. Retour de fête
Joie rustique avec un interlude nostalgique.

### Ouvrages généraux
- Alfred Cortot, La Musique française de piano, Paris, Presses universitaires de France, coll. « Quadrige » (no 25), 1981 (1re éd. 1937), 764 p. (ISBN 2-13-037278-3, OCLC 612162122, BNF 34666356), « L'œuvre pianistique d'Albert Roussel », p. 591–617.
- Harry Halbreich, « Albert Roussel », dans François-René Tranchefort (dir.), Guide de la musique de piano et de clavecin, Paris, Fayard, coll. « Les Indispensables de la musique », 1987, 867 p. (ISBN 978-2-213-01639-9, OCLC 17967083), p. 621-624.
- Guy Sacre, La musique pour piano : dictionnaire des compositeurs et des œuvres, vol. II (J-Z), Paris, Robert Laffont, coll. « Bouquins », 1998, 2998 p. (ISBN 978-2-221-08566-0), p. 2335-2345.

### Monographies
- Nicole Labelle, Catalogue raisonné de l'œuvre d'Albert Roussel, Louvain-la-Neuve, Département d'archéologie et d'histoire de l'art, Collège Érasme, coll. « Publications d'histoire de l'art et d'archéologie de l'Université catholique de Louvain » (no 78), 1992, 159 p..
- Damien Top, Albert Roussel, Paris, Bleu nuit éditeur, coll. « Horizons » (no 53), 2016, 176 p. (ISBN 978-2-35884-062-0).

## Discographie
- « Albert Roussel, l'intégrale pour piano », Lucette Descaves (piano), 2 disques 33t, Versailles MEDX12011 et MEDX12012, 1959[1],[2].
- « Albert Roussel, intégrale de l'œuvre pour piano », 2 disques 33t, Jean Boguet (piano), Belvédère BEL 1111 et BEL 1112, 1969[3],[2].
- « Albert Roussel, l'Œuvre de piano », Alain Raës (piano), Solstice 3D 8005, Paris, 20-22 octobre 1979.
- Roussel : Promenade sentimentale, Complete Piano Music, 2 CD, Emanuele Torquati (piano), Brilliant Classics94329, 2012[4].
- Roussel : Piano Music Vol. 2, Jean-Pierre Armengaud (piano), Naxos 8.573171, 2016[5].